# Ioannis Theodoropoulos
Ioannis Theodoropoulos (řecky Ιωάννης Θεοδωρόπουλος, narozen v regionu Euritánie, data narození a úmrtí neznámá) byl řecký atlet, jehož specializací byl skok o tyči. Na 1. letních olympijských hrách v Aténách 1896 získal společně se svým krajanem Evangelem Damaskem bronzovou medaili.
O jeho životě se nic neví, narodil se v regionu Euritánie ve středozápadním Řecku.
Na olympijský závod se dostavilo pět sportovců, z toho tři Řekové a dva Američané. Řekové zdaleka nebyli tak zdatní jako jejich zámořští soupeři, začínali na výšce 240 cm, kterou překonali, Damaskos a Theodoropoulos skočili ještě 260 cm, ale výš se nedostali, zatímco Američané začali skákat teprve na výšce 280 cm.

## Rozpory v pramenech
Ve statistických materiálech existují rozpory ve výkonech jednotlivých skokanů. Uvádíme zde údaje z anglické verze Wikipedie, ale jiné prameny uvádějí dosaženou výšku u Řeků 285 cm a u druhého Alberta Tylera 325 cm, jen u vítězného Billa Hoyta se shodují s 330 cm.